# Monterrubio de Armuña
Monterrubio de Armuña es un municipio y localidad española de la provincia de Salamanca, en la comunidad autónoma de Castilla y León. Se integra dentro de la comarca de La Armuña. Pertenece al partido judicial de Salamanca y a la Mancomunidad La Armuña.
Su término municipal está formado por las localidades de Monterrubio de Armuña y Mozodiel del Camino, ocupa una superficie total de 10,97 km² y según los datos demográficos recogidos por el INE en el año 2017, cuenta con una población de 1334 habitantes.

## Historia
Su fundación se remonta a la repoblación efectuada por los reyes de León en la Edad Media, quedando integrado en el cuarto de Armuña de la jurisdicción de Salamanca, dentro del Reino de León, denominándose en el siglo XIII Monte Ruvio, hecho del que se deriva que al topónimo original Monte Ruvio o Monterrubio se le sumase el «de Armuña» para distinguirlo de otras localidades denominadas igual como Monterrubio de la Sierra. Con la creación de las actuales provincias en 1833, Monterrubio de Armuña quedó encuadrado en la provincia de Salamanca, dentro de la Región Leonesa.

## Demografía
Monterrubio de Armuña cuenta con una población de 1331 habitantes (INE 2024).
| Gráfica de evolución demográfica de Monterrubio de Armuña entre 1842 y 2021                                         |
| |
| Población de derecho según los censos de población del INE Población de hecho según los censos de población del INE |

El municipio, que tiene una superficie de 10,97 km², cuenta según el padrón municipal para 2017 del INE con 1334 habitantes y una densidad de 121,6 hab./km².
Debido a su cercanía a la capital, el crecimiento experimentado por la población ha sido espectacular, multiplicándose por diez desde 1991. Monterrubio forma parte del Alfoz de Salamanca, que ha incrementado sus habitantes debido a la atracción económica de Salamanca, con la ventaja añadida de que los precios inmobiliarios eran muy inferiores.

### Población por núcleos
Desglose de población según el Padrón Continuo por Unidad Poblacional del INE.
| Núcleos               | Habitantes (2017) | Varones | Mujeres |
| --------------------- | ----------------- | ------- | ------- |
| Monterrubio de Armuña | 1334              | 709     | 625     |
| Mozodiel del Camino   | 0                 | 0       | 0       |

### Transporte
Está muy bien comunicado tanto con Salamanca capital, formando parte del área metropolitana de la ciudad y habiendo experimentado un gran crecimiento en las últimas décadas gracias a la construcción de urbanizaciones en su término municipal, como con el resto del país ya que cuenta con una salida compartida con el vecino término de Castellanos de Villiquera de la autovía Ruta de la Plata que une Gijón con Sevilla y permite dirigirse tanto a Zamora como a la capital provincial.

## Monumentos y lugares de interés
- Iglesia de San Miguel
- Ermita de Nuestra Señora del Viso

## Administración y política

### Gobierno municipal
| Periodo   | Nombre             | Partido | Partido                                  |
| --------- | ------------------ | ------- | ---------------------------------------- |
| 2003-2007 | Rosa María Rubio   |         | Partido Socialista Obrero Español (PSOE) |
| 2007-2019 | Manuel José Moro   |         | Partido Popular (PP)                     |
| 2019-act. | David Matute Pérez |         | Partido Socialista Obrero Español (PSOE) |

| Partido político                                       | 2023  | 2023  | 2023       | 2019  | 2019  | 2019       | 2015  | 2015  | 2015       | 2011  | 2011  | 2011       | 2007  | 2007  | 2007       | 2003  | 2003  | 2003       |
| Partido político                                       | %     | Votos | Concejales | %     | Votos | Concejales | %     | Votos | Concejales | %     | Votos | Concejales | %     | Votos | Concejales | %     | Votos | Concejales |
| Partido Socialista Obrero Español (PSOE)               | 46,15 | 324   | 5          | 39,84 | 292   | 4          | 28,51 | 187   | 3          | 30,06 | 199   | 3          | 33,09 | 183   | 3          | 47,87 | 191   | 4          |
| Partido Popular (PP)                                   | 32,19 | 226   | 3          | 36,29 | 266   | 4          | 45,12 | 296   | 5          | 54,53 | 361   | 5          | 33,09 | 183   | 3          | 24,81 | 99    | 2          |
| Ciudadanos (CS)                                        | 12,67 | 89    | 1          | 14,87 | 109   | 1          | —     | —     | —          | —     | —     | —          | —     | —     | —          | —     | —     | —          |
| Vox                                                    | 6,83  | 48    | 0          | —     | —     | —          | —     | —     | —          | —     | —     | —          | —     | —     | —          | —     | —     | —          |
| En Común                                               | —     | —     | —          | 6,96  | 51    | 0          | 15,70 | 103   | 1          | —     | —     | —          | —     | —     | —          | —     | —     | —          |
| Unión Progreso y Democracia (UPyD)                     | —     | —     | —          | —     | —     | —          | 6,71  | 44    | 0          | —     | —     | —          | —     | —     | —          | —     | —     | —          |
| Agrupación Municipal Independiente (AMI)               | —     | —     | —          | —     | —     | —          | —     | —     | —          | 10,88 | 72    | 1          | 7,05  | 39    | 0          | —     | —     | —          |
| Candidatura Independiente Monterrubio de Armuña (CIMA) | —     | —     | —          | —     | —     | —          | —     | —     | —          | —     | —     | —          | 16,46 | 91    | 1          | —     | —     | —          |
| Unión del Pueblo Salmantino (UPSa)                     | —     | —     | —          | —     | —     | —          | —     | —     | —          | —     | —     | —          | 8,14  | 45    | 0          | 10,78 | 43    | 0          |
| Unidad Regionalista de Castilla y León (URCL)          | —     | —     | —          | —     | —     | —          | —     | —     | —          | —     | —     | —          | —     | —     | —          | 11,53 | 46    | 1          |

#### Evolución de la deuda viva municipal

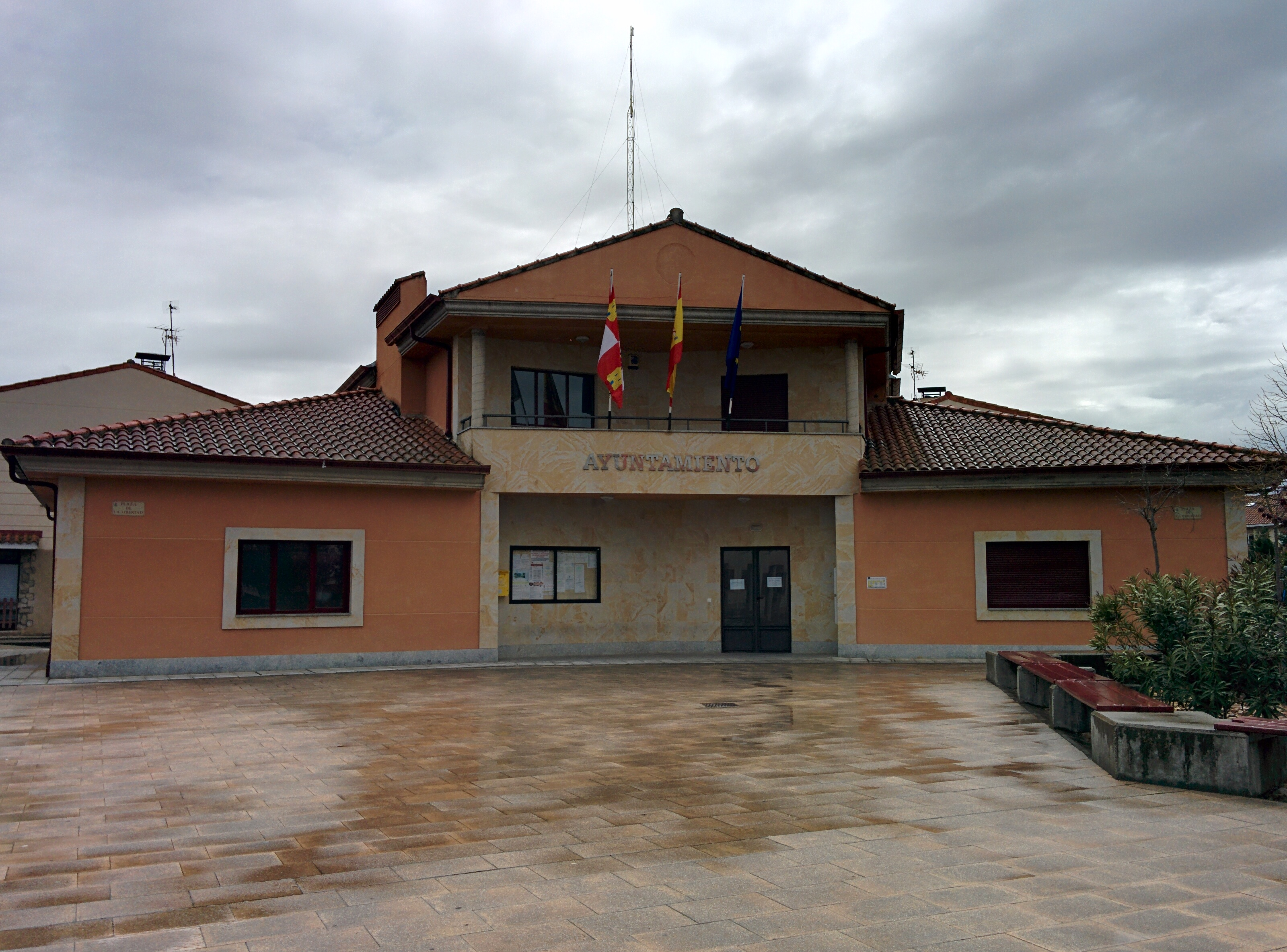
Casa consistorial

El concepto de deuda viva contempla solo las deudas con cajas y bancos relativas a créditos financieros, valores de renta fija y préstamos o créditos transferidos a terceros, excluyéndose, por tanto, la deuda comercial. La deuda viva municipal por habitante en 2014 ascendía a 603,43 €.
| Gráfica de evolución de la deuda viva del Ayuntamiento entre 2008 y 2023                                        |
| |
| Deuda viva del Ayuntamiento de Monterrubio de Armuña, en miles de euros, según datos del Ministerio de Hacienda |